# Kirkaldyia deyrolli
A Kirkaldyia deyrolli é uma espécie de barata d'água da subfamília Lethocerinae conhecida por caçar pequenos vertebrados, incluindo peixes, sapos e até mesmo pequenos filhotes de tartarugas.